# Stanislau Darahakupez
Stanislau Sjarhejewitsch Darahakupez (belarussisch Станіслаў Сяргеевіч Дарагакупец; englisch Stanislau Syarheyevich Darahakupets; * 30. April 1997 in Minsk) ist ein belarussischer Leichtathlet, der sich auf den Sprint spezialisiert hat.

## Sportliche Laufbahn
Erste internationale Erfahrungen sammelte Stanislau Darahakupez im Jahr 2013, als er beim Europäischen Olympischen Jugendfestival (EYOF) in Utrecht in 21,85 s die Goldmedaille im 200-Meter-Lauf gewann und mit der belarussischen 4-mal-100-Meter-Staffel in 43,48 s den sechsten Platz belegte. Zwei Jahre darauf gelangte er bei den Junioreneuropameisterschaften in Eskilstuna im 100-Meter-Lauf bis in das Halbfinale und schied dort mit 11,07 s aus, während er über 200 Meter mit 21,75 s in der ersten Runde scheiterte. 2016 schied er bei den U20-Weltmeisterschaften in Bydgoszcz mit 10,63 s im Halbfinale über 100 Meter aus. 2019 erreichte er bei den Europaspielen in Minsk in 10,69 s Rang 22. Anschließend schied er bei den U23-Europameisterschaften in Gävle mit 21,60 s in der ersten Runde über 200 Meter aus und belegte mit der Staffel in 39,99 s Rang fünf. Ende Oktober gelangte er bei den Militärweltspielen in Wuhan über 200 Meter bis in das Halbfinale und schied dort mit 21,79 s aus. Bei den World Athletics Relays 2021 im polnischen Chorzów verpasste er mit 40,01 s den Finaleinzug mit der belarussischen 4-mal-100-Meter-Staffel.
2018 und 2019 wurde Darahakupez belarussischer Meister im 100- und 200-Meter-Lauf im Freien und 2018 und 2020 wurde er Hallenmeister im über 200 Meter.

## Persönliche Bestleistungen
- 100 Meter: 10,45 s (+1,8 m/s), 6. Juni 2019 in Minsk
  - 60 Meter (Halle): 6,78 s, 25. Januar 2017 in Mahiljou
- 200 Meter: 20,96 s (+1,1 m/s), 21. Juli 2018 in Minsk
  - 200 Meter (Halle): 21,55 s, 17. Februar 2018 in Mahiljou